# Constantin Joja
Constantin Joja (n. 9 iulie 1908, Craiova – d. 23-25 aprilie 1991, București), a fost un arhitect român de origine aromână și teoretician al arhitecturii românești care a avut contribuții esențiale atât în creația de arhitectură, cât și în protejarea, restaurarea și valorificarea monumentelor istorice. A fost fratele filozofului Athanasie Joja. 
A fost membru al Grupării Rugul Aprins. Arestat în 1948, a fost încarcerat la Aiud, apoi a fost transferat în lagărul de la Poarta Albă, de unde ajunge pe șantierul Cazinoului din Constanța. A fost deținut politic, în perioada 1948-1953.
A locuit în București într-un apartament pe str. Ion Slătineanu nr. 4 unde după moartea sa a funcționat Casa memorială Constantin Joja între anii 1991 și 1996.

## Biografie
Adept al arhitecturii clasice moderne, nemulțumit de înstrăinarea față de tradiția de construcție regională, Constantin Joja a căutat după terminarea studiilor în anul 1934 contactul cu arhitectura veche românească. Pentru aceasta nu s-a lăsat inspirat de construcțiile reprezentative ale palatelor sau ale bisericilor, ci de casele anonime de la țară sau din orașe. Impulsurile câștigate au fost prelucrate de arhitect în lucrările lui mai târzii, printre care vile, conace, imobile de locuit sau lucrări în domeniul restaurării monumentelor istorice.
Interesul pentru forme de arhitectură, adânc ancorate în istorie, se transformă curând în pasiunea vieții lui întregi. Constantin Joja a parcurs toată țara și a reușit să strângă o documentație fotografică unică, a mii de case în mare parte astăzi dispărute. Profund impresionat de originalitatea lor, de varietatea și actualitatea lor, el a încercat să descifreze valorile absolute ale acestui limbaj arhitectural și să-l facă cunoscut publicului larg prin conferințe, expoziții sau publicații.
Cu toată activitatea lui practică de arhitect, analiza sa se axează mai puțin pe aspectele tehnice sau funcționale și deloc pe un vocabular decorativ. El a căutat mesajul estetic, conținutul filosofic și poetic al unei arhitecturi, în accepția de artă, artă ca oglindă a identității naționale.

Ideile cheie ale acestei analize sunt: lumina, umbra și reflexul de lumină.
„În istoria arhitecturii universale se disting cu claritate, în afară de orice considerație stilistică, două concepții arhitectonice, oricare ar fi epoca sau stilul:
a)    arhitectura cu fațade închise, în care plinul domină, deci lumina modelează, pune în valoare materialul oricare ar fi el, colorat sau nu, prețios sau vulgar; liniaturile modenaturii, modenatura însăși fiind alfabetul în care se scriu semnificațiile operei
b)  arhitectura cu structura aparentă pe stâlpi și grinzi cu fațadele deschise în care golul, umbra sunt elementele principale."
„Raportul dintre umbră și lumină pe fațade va determina caracterele arhitecturii, sensurile pe care le capătă expresia plastică, întreg limbajul arhitectural."
„Arhitectura românească nu e numai volum și spațiu, ci expresie necondiționată de material, în principal lupta între lumină și umbră. Fără să fie o viziune picturală a spațiului, e un joc al structurii în umbră, în loc să fie al luminii pe material și structură, ca în arhitecturile istorice. Arhitectura românească nu e joc compozițional de elemente arhitectonice sub lumină, ci suflul unei unități expresive integral puse sub semnul umbrei."
Constantin Joja este un admirator al casei țărănești, cu care are o profundă legătură interioară. Dar atenția lui o îndreaptă în special către arhitectura orășenească a secolelor al XVIII-lea și al XIX-lea pe care o redescoperă și o privește cu ochi noi. Ca o revelație, descoperă în farmecul premodern al fațadelor de sticlă, veriga de legătură directă între mii de ani de arhitectură țărănească și cea a zilelor noastre.
„În arhitectura țărănească românească umbra este în exterior, devine suport al dramei arhitecturale și element principal de expresie. La oraș locul umbrei îl ia reflexul pridvorului închis cu geamuri. Reflexul constituind intermediul dintre lumină și umbră inaugurează o nouă modalitate estetică care va fi valorizată din plin abia la sfârșitul secolului al 19-lea."
„De șase decenii trăim sub semnul reflexului în arhitectura modernă. De șaisprezece decenii românii trăiesc sub semnul reflexului în arhitectura tradițională urbană...
Un dublu imperativ, estetic și practic, a dat naștere acestui registru total de reflexe, ca și nevoia de o luminozitate maximă în interiorul locuinței. Acestei nevoi, resimțite de unele popoare mai devreme, de altele mai târziu, era firesc să i se caute posibilități de expresie plastică care să facă din luciul uniform al registrului de reflexe un element capabil să înglobeze semnificații și sensuri poetice, să dea unei funcțiuni lirismul necesar, să facă din construcție arhitectură. Pentru a poetiza reflexul, arhitectura românească a liniat registrul de ferestre cu multiple și complicate forme geometrice. O rețea în care reflexul norilor, al vegetației, al caselor înconjurătoare se supune unui control numeric capabil să singularizeze și să fărâmițeze imaginile venite din exterior."
„Echilibrat și calibrat cum este, decorul de lemn al pereților de sticlă și lemn constituie noua scriere, care se suprapune zonei tăcute de mister a penumbrei parterului și modelează expresia globală a ansamblului, ca un continuu muzical peste variația intensității luminoase pe sticla fenestrației totale. Se naște astfel o orchestrație de expresii a diferitelor sentimente și atitudini mentale care au prezidat la conceperea acestei arhitecturi impregnate de lirismul poporului."
Hanul cu Tei a fost restaurat la începutul anilor '70, arhitectul Constantin Joja reușind să redea aerul autentic al secolului 19 prin reconstituirea aproape exactă a fațadelor, refacerea curții cu pavajul din dale de piatră sau folosirea obloanelor grele la ferestre, a felinarelor și a decorațiunilor specifice.
A fost bun prieten cu arhitecți Nicolae Goga, Anghel Marcu și Henrieta Delavrancea-Gibory cu care împărtășea aceleași idei. Cu toți aceștia a fost și coleg și a colaborat mulți ani fiind angajați cu toții la Institutul de Proiectare Județean Ilfov.

## Lucrări tipărite
- 1981 — Constantin Joja, Sensuri și valori regăsite, Editura Eminescu, 1981, București, 160 de pagini
- 1984 — Constantin Joja, Actualitatea tradiției arhitecturale românești, Editura Tehnică, 1984, București, 192 pagini + 112 planșe cu fotografii'
- 1989 — Constantin Joja, Arhitectura românească în context european, Editura Tehnică, 1989, București, 236 pagini
- 1992 — Constantin Joja, Sensuri și valori plastice în arhitectura românească - comentarii și sinteze, Casa Memorială Constantin Joja, 1992
- 2003 — Constantin Joja, Fațade de sticlă în arhitectura românească 1700-1900, Editura Simetria, 2003, București, 176 pagini

## Proiecte și lucrări
- 1934 — autori,  arhitecții Enzo Canella și Constantin Joja — Blocul Prahova (Parter + 6 etaje) cu 2 corpuri situate pe 2 străzi, pe  Bulevardul Carol I nr. 54 și pe Calea Moșilor nr. 113, București
- 1934 — autor,  arhitect Constantin Joja — Casa Traian Garofița pe strada Amiral Murgescu 23, București
- 1935 — autor,  arhitect Constantin Joja — Casa Ghițulescu pe strada Amiral Murgescu 14, București
- 1936 -  autor, arhitect Constantin Joja — Biserica Sfânta Parascheva, or. Soroca, construcția demolată în 1962.
- 1937 — autor,  arhitect Constantin Joja — Conacul familiei I. P. Noica, satul Beiu, comuna Ștorobăneasa, județul Teleorman
- 1937 — autor,  arhitect Constantin Joja — Casa Constantinescu pe strada Mircea Zorileanu 80, București, unde a funcționat sediul Fundației Crescent. Lângă poarta de intrare, în curtea casei, se află un basorelief realizat de sculptorul Dumitru Anastase.
- 1938 — autor,  arhitect Constantin Joja — Casa Nicolae Mateescu de la Pucioasa, județul Dâmbovița – După 1953 devine Casă a Pionierilor. În prezent, este club al copiilor.
- nedatat — Casa Zane (Stănescu) la Năeni, județul Buzău
- nedatat — Vilă la Breaza, județul Prahova
- 1942 — Concursul pentru Catedrala de la Odessa, în 1942, la care au participat arhitecții Constantin Joja și Nicolae Goga
- 1953 — a condus pe șantier, în calitatea sa de arhitect și deținut politic, echipele de meșteri stucatori ce lucrau la refacerea Cazinoului din Constanța
- 1953 — a colaborat, în calitatea de arhitect și deținut politic, la Fântâna Dragonului din Constanța care face parte din ansamblul Stadionului Farul — Autorul proiectului este arhitect Ion Pușchilă
- 1966 – 1970 — Proiect de restaurare - Hanul lui Manuc
- 1969 – 1972 — Proiect de restaurare - Crama Domnească de la Curtea Veche
- 1970 — Proiect de restaurare - Hanul cu Tei, 1970, în colaborare cu arhitectul Nicolae Goga
- 1971 — Proiect de restaurare - Casa Melic
- Coordonarea lucrărilor de restaurare și execuție zona ”Curtea Veche” din București, 1972-1974 împreună cu arh. Nicolae Pruncu si Cristian Enăchescu
- Proiect de restaurare - Biserica Sfântul Nicolae Dudești, 1972-1983
- Proiect de restaurare - Biserica Doamnei, 1977-1978

## In memoriam
- Casa memorială Constantin Joja din București a funcționat între anii 1991-1996